# Sant Aleix de Serradell
Sant Aleix de Serradell és una ermita romànica del poble de Serradell, pertanyent al municipi de Conca de Dalt, al Pallars Jussà. Fins al 1969 formava part del terme municipal de Toralla i Serradell.
Aquesta església és damunt del poble de Serradell, a 1,6 quilòmetres de distància en línia recta en direcció nord-nord-oest dalt de la muntanya, prop de la carena, a l'extrem sud-oriental de la Muntanya de Sant Aleix i al capdamunt -sud-oest- del Bosc de Serradell.
Era un edifici petit, d'una sola nau amb absis a llevant. Només se'n conserven unes filades de pedres que, tanmateix, permeten de veure una obra romànica d'aparell senzill però ben arrenglerat. En queden molt poques restes dempeus.